# Yvonne Boachon-Joffre
Yvonne Boachon-Joffre, nascuda Yvonne Joffre (Elna, Rosselló, 3 de setembre de 1896 - Neuilly-sur-Seine, 27 de març de 1975) va ser una escriptora i novel·lista nord-catalana.

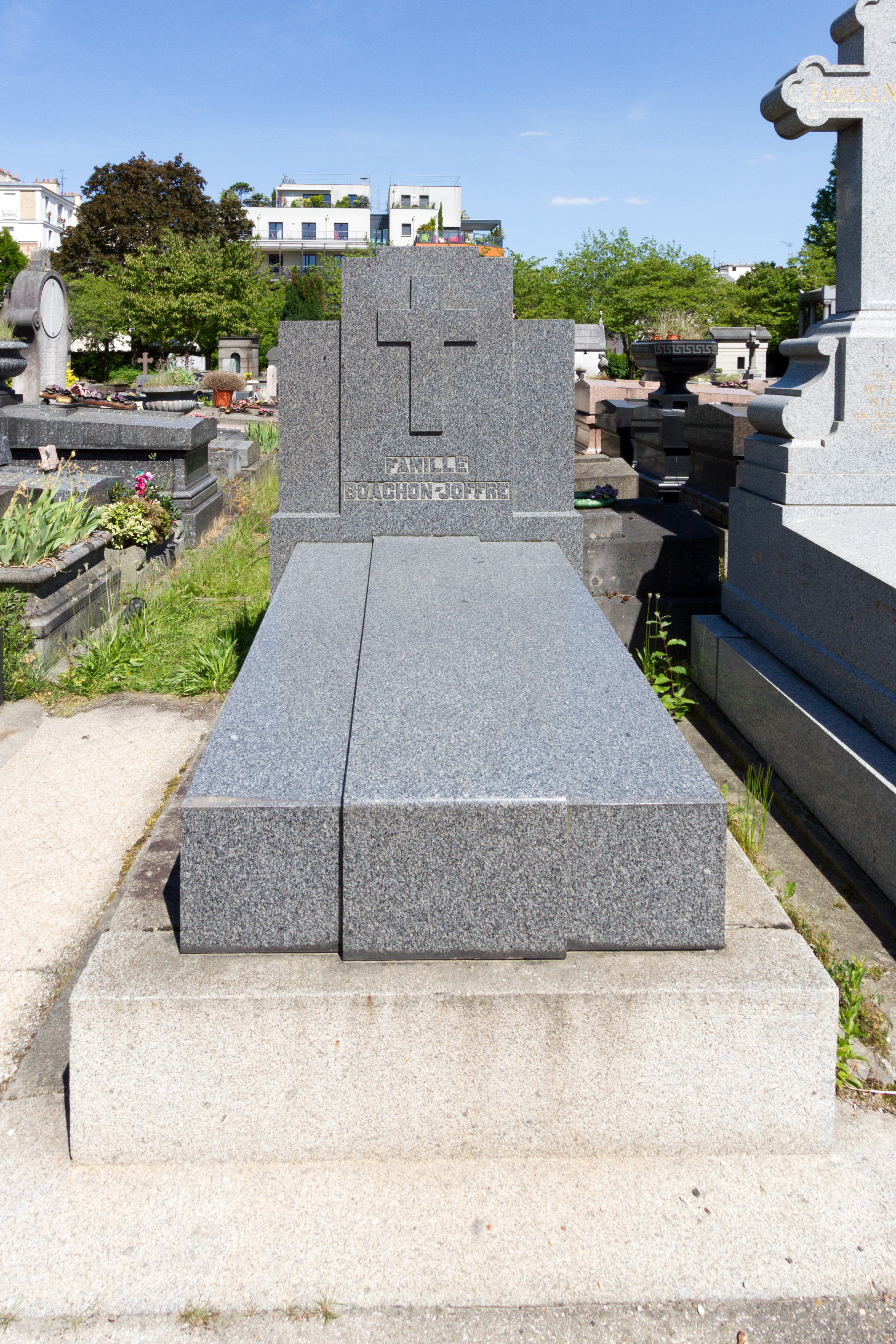
Tomba d'Yvonne Boachon-Joffre a Pére-Lachaise

## Biografia
Filla de François Joffre i de Céleste Pepratx, el 4 de març de 1916 es va casar a París amb Pierre Boachon, d'aquí el patronímic amb que signarà els seus llibres i articles. Era emparentada amb el mariscal Josep Joffre i Plas.
Casada als 20 anys a un jove industrial parisenc que tornà malalt incurable de la Primera Guerra Mundial, orfe de pare als 16 anys i de mare als 22 anys, es va trobar als 41 anys, vídua, sola, desesperada, sense nens i sense recursos financers.
Primer buscà en la Fe que li va ensenyar la seva mare raó per l'esperança, a continuació, intentà trobar en l'estudi d'una distracció del seu dolor i es va inscriure a la Facultat de Dret de París on seguí els cursos d'economia política del professor Gaétan Priou. De tornada a Perpinyà, continua els seus estudis gràcies als mimeògrafs.
De vegades, pensant en el passat, es va sentir tan infeliç que va sentir la necessitat d'escriure i lliurar en una mena de diari les meditacions i els records d'un temps feliç i passat. Al rellegir aquestes pàgines es va adonar que sabia expressar els sentiments i també emocionar. Amb aquest pensament, va decidir escriure una novel·la en la qual pogués descriure el patiment moral: era La Palombe. Gràcies a contactes familiars va poder conèixer membres de l'Acadèmia francesa, que la van servir com a mentors.
En les seves novel·les li agradava combinar lucidesa amb tendresa; dolçor i rigor; l'esperit crític amb la simpatia.  La Palombe  és un drama moral en el qual descriu la tristesa de les discussions i els moments familiars que es produeixen en un entorn burgès honorable. La gelosia provoca una rivalitat absurda entre dues àvies, una rivalitat de la que una nena és l'objectiu i de la qual serà víctima.
Jep le Trabucaïre és una tragèdia familiar. Un fill es revolta contra la voluntat paterna. Contra i en contra de tots, seguirà l'impuls del seu cor. Aquest el portarà a cometre un assassinat. Desanimat per dos amors infeliços, Jep es refugiarà en l'amor de Déu.
A Rencontre à Grenade al costat d'un amor apassionat i desinteressat, fa que les rigoroses cadenes del mal es trenquin, i després conté una devoció lluminosa. El mal no es limita al "pecat de la carn": es troba en el desig desmesurat de diners, en la cobdícia sòrdida i en les tràgiques conseqüències.
A Les Griffes du destin, vol aclarir la trama d'una destinació: la d'una dona jove i bella que ho tenia tot per ser feliç, però que mai no conservarà la felicitat. Dues vegades, les urpes del destí l'esgarrapen cruelment. L'irracional es manifesta en la psicologia d'André, un dels protagonistes de la novel·la, els moviments foscos i contradictoris revelen la psicoanàlisi.
Compartint la seva vida entre Perpinyà i París, va oferir la ciutat de Perpinyà, el bust del seu pare François Joffre, fet per l'escultor Pascal Boureille. Inaugurat el 25 d'octubre de 1956 al jardí del Bulevard Clemenceau, davant de la Banque Populaire que era una oportunitat per rehabilitar Francis Joffre (1853-1912), enginyer d'arts i manufactures de la ciutat de Perpinyà, des de fa anys l'iniciador de la demolició de les muralles, d'acord amb un projecte que conservava antigues muralles. Aquest projecte va ser posteriorment desnaturalitzat per altres.
En 1951 es va rodar a Perpinyà una pel·lícula basada en la novel·la Jep le Trabucaïre, particularment en l'antiga capella de guarnició, amb Franck Villard, Claudine Dupuis, Robert Dalban. Anouk Ferjac i Jean Yonnel. El realitzador era Jean Faurez, el cap operador René Gaveau, la música i els diàlegs de Jean Marsilhac i Eddy Ghilain. No fou acabada i no s'arribà a estrenar.
En 1956, Radio Roussillon, l'estació RTF de Perpinyà, va emetre en fulletó d'una durada de dos mesos, Rencontre à Grenade. Preludi de l'exposició sobre el cinquantenari de la batalla del Marne, va publicar a L'Indépendant, en setembre de 1964, quatre articles sobre aquesta decisiva victòria que va salvar París i França de l'ocupació alemanya.
Va morir el 27 de març de 1975 a Neuilly-sur-Seine i és sebollida al cementiri del Père-Lachaise (93a divisió).

## Publicacions
- 1947 : La Palombe, conte amb pròleg de Henry Bordeaux, de l'Académie française, (Éditions SEDI, Paris).
  - Gran Premi d'Honor dels Jocs Florals de la Ginesta d'Or (1948) ;
  - Premi Montyon de l'Académie française (1949).[5]

- 1951 : Jep le trabucaire, conte amb pròleg de Pierre Benoit, de l'Académie française, (Éditions André Bonne, Paris)
  - Gran Premi d'Honor dels Jocs Florals de la Ginesta d'Or(1951) ;
  - Premi del President de la Reoública (1951) ;
  - Premi Jules Davaine, de l'Académie française (1952);[5]

- 1956 : Rencontre à Grenade, conte prologat per Maurice Genevoix, de l'Académie française, (Librairie Arthème Fayard, Paris).
  - Premi Lange, de l'Académie française (1957).[5]

- 1959 : Les Griffes du destin, conte prologat per Jacques Chastenet, de l'Académie française, (Édition du Scorpion).
  - Premi Montyon de l'Académie Française (1960).[5]